# Chondroderris nevadensis
Chondroderris nevadensis är en svampart som beskrevs av Maire 1937. Chondroderris nevadensis ingår i släktet Chondroderris, ordningen disksvampar, klassen Leotiomycetes, divisionen sporsäcksvampar och riket svampar.   Inga underarter finns listade i Catalogue of Life.